# Autostrada Pristina–Mitrovica
Die Autostrada Pristina–Mitrovica (albanisch für Autobahn Pristina–Mitrovica) ist eine über 40 Kilometer lange Autobahn im Kosovo, die sich derzeit in der Bauphase befindet. Die Autobahn soll die kosovarische Hauptstadt Pristina mit Vushtrria und der im Norden liegenden Stadt Mitrovica verbinden. Die länge der Strecke wird mit 35 Kilometern angegeben. Die Autobahn trägt den Beinamen Zahir Pajaziti, Edmond Hoxha, Hakif Zejnullahu als Erinnerung an die im Kosovokrieg gefallenen Nationalhelden.

## Streckenführung
Die Autobahn zweigt nördlich von Pristina von der Autostrada R 7 ab. Sie wird in der Folge östlich zu der bestehenden Nationalstraße M-2 parallel Richtung Vushtrria verlaufen. Diese Stadt wird östlich umfahren. Zwischen Vushtrria und Mitrovica mündet die Strecke, ca. fünf Kilometer südlich von Mitrovica bei Kçiq i Madh, in die M-2.
Planungen sehen eine Weiterführung der Autobahn in den Norden des Kosovo vor.

## Ausbaustand
Die Bauarbeiten begannen mit der Umfahrung von Vushtrria. Die ersten vier Kilometer ganz im Norden sind dem Verkehr übergeben.
Die M-2 ist im Süden auf rund 20 Kilometern (ab Kreuzung im Südwesten Prishtinas mit der M-9) als richtungsgetrennte, vierspurige Schnellstraße ausgebaut.